# Rönnbärshätta
Rönnbärshätta (Mycena adonis) är en svampart. Enligt Catalogue of Life ingår Rönnbärshätta i släktet Mycena,  och familjen Mycenaceae, men enligt Dyntaxa är tillhörigheten istället släktet Mycena,  och familjen Favolaschiaceae. Arten är reproducerande i Sverige.

## Underarter
Arten delas in i följande underarter:
- adonis
- coccinea